# Richard Owen
Sir Richard Owen, född 20 juli 1804 i Lancaster, död 18 december 1892 i London, var en engelsk anatom och paleontolog.
Owen studerade i Edinburgh, Paris och London och blev 1834 konservator vid Hunters Museum i London. Han utgav en känd katalog över museets samlingar. Han ägnade sig tidigt åt mikroskopiska studier av animala vävnader och var en av grundläggarna av Microscopical Society. År 1836 utnämndes han till förste Hunterian professor i anatomi och fysiologi vid College of Surgeons. Han var mellan 1856 och 1884 superintendent vid Natural History Departments i British Museum.
Owen grundlade den nyare komparativ-anatomiska forskningsmetoden. Han var den förste som beskrev trikinen. Richard Owen var inte den som  var först att beskriva dinosaurierna, men genom att vara den förste att lansera ett vetenskapligt namn på de landlevande förhistoriska reptilierna 1842 kom han att få äran som dessas upptäckare.
Owen var motståndare till Charles Darwin och hans utvecklingslära.
Owen tilldelades Wollastonmedaljen 1838, Royal Medal 1846, Copleymedaljen 1851 och Clarkemedaljen 1878. Han var vidare ledamot av Kungliga Vetenskapsakademien från 1843.